# 犯罪小説

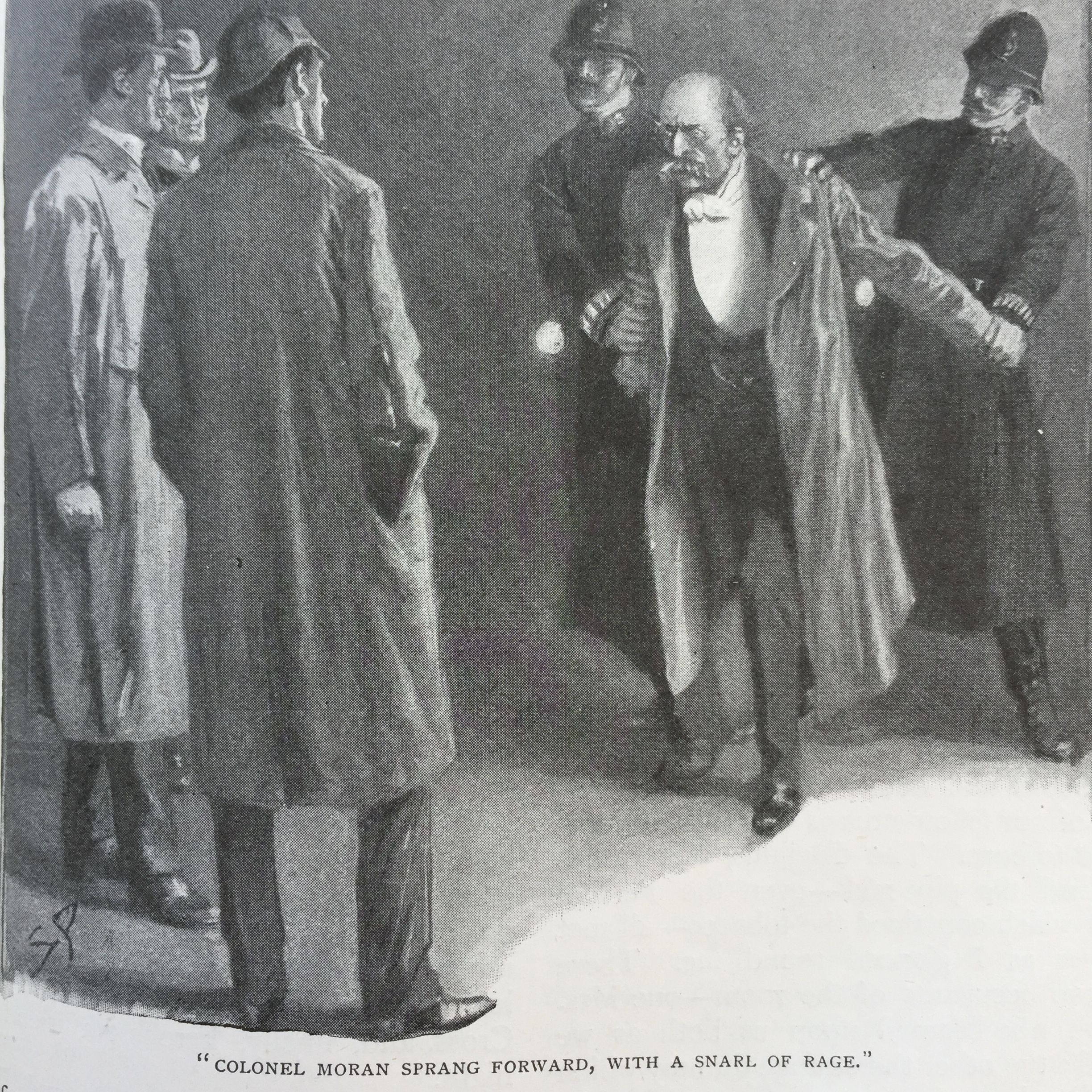
名探偵シャーロック・ホームズ（左から3番目）は、犯罪小説の人気を大いに高めた。

犯罪小説（はんざいしょうせつ）、または、クライム・ノベル（crime novel）は、犯罪行為やその調査を描く物語。殺人などの重大な犯罪を追及する探偵を描く場合が多く、推理小説、法廷ドラマ、ハードボイルドなどを含む。多くの場合は謎とサスペンスが重要な効果となる。

## 歴史
最も古く知られている犯罪小説の要素は『千夜一夜物語』にある。「三つの林檎」の物語は、アッバース朝のカリフ、ハールーン・アル・ラシードが大臣ジャアファルに、若い女を殺害した犯人を見つけ出すように命じるもので、複数のどんでん返しから成る「フーダニット」ミステリの要素を持っている。
『千夜一夜物語』では、「商人と泥棒」「アリ・クワジャ」には二人の探偵が登場し、犯人の手がかりと証拠を提示する。「せむし男の物語」は、サスペンス・コメディ風の法廷ドラマである。
現代的な犯罪小説としては、E.T.A.ホフマンの『スキュデリ嬢』(1819年)が知られている。またThomas Skinner Sturrの「Richmond, or stories in the life of a Bow Street Officer」(1827年)や、デンマークのSteen Steensen Blicher「The Rector of Veilbye」(1829年)があり、犯罪に関する推理ものとして、Letitia Elizabeth Landon「The Knife」(1832年)もある。

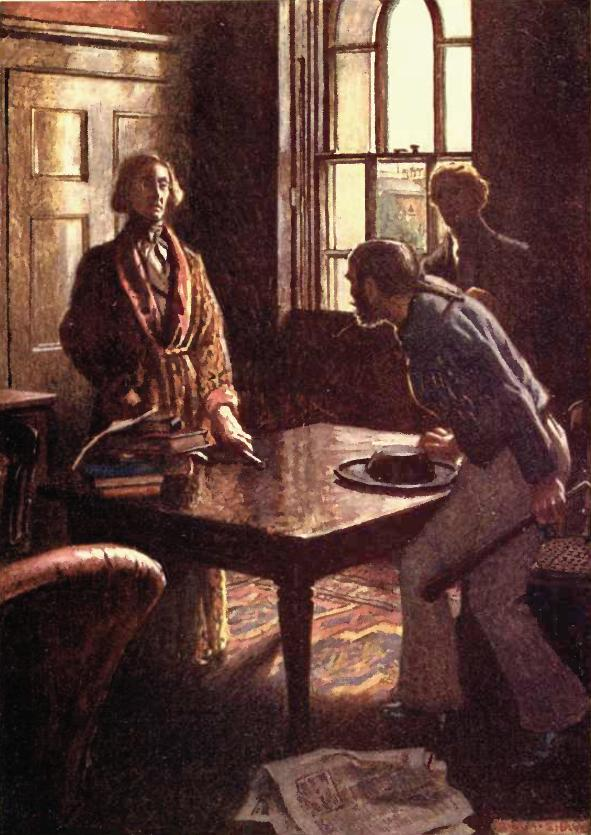
ポー「モルグ街の殺人」挿絵のオーギュスト・デュパン

よく知られているのはエドガー・アラン・ポーによる、探偵C・オーギュスト・デュパンの登場する「モルグ街の殺人」(1841年)、「マリー・ロジェの謎」(1842年)、「盗まれた手紙」(1844年)である。
これらによって古典的な推理小説の枠組みが示された。デュパンはのちのアーサー・コナン・ドイルによるシャーロック・ホームズの先駆であり、物語の語り手である彼の無名のパートナーはホームズ・シリーズにおけるワトスン博士の原型である。

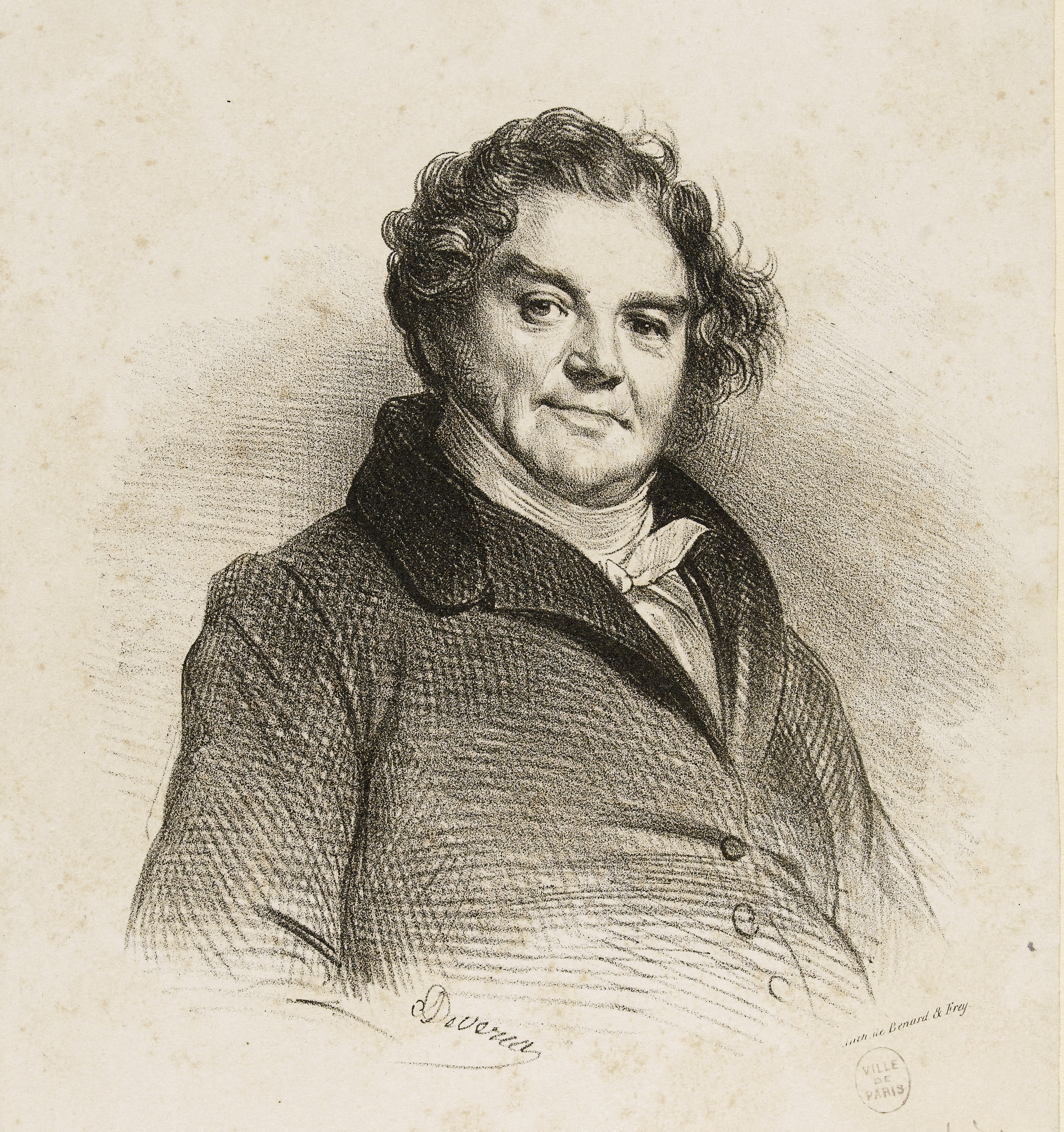
フランソワ・ヴィドック

フランスでは、警察の密偵や私立探偵を経験した実在の人物フランソワ・ヴィドックによる『ヴィドック回想録』(1827年)がきっかけで大衆小説に犯罪の要素が入り込むようになり、1842年にはウージェーヌ・シューの犯罪メロドラマ『パリの秘密』が書かれた。1857年からは犯罪常習者を主人公にした冒険活劇、ポンソン・デュ・テライル「ロカンボール」シリーズが人気となった。
ウィルキー・コリンズ『白衣の女』(1860年)、『月長石』(1866年)も重要な作品である。フランスのエミール・ガボリオ『ルコック探偵』(1868年)は、科学的で体系だった推理の基礎を築いた。

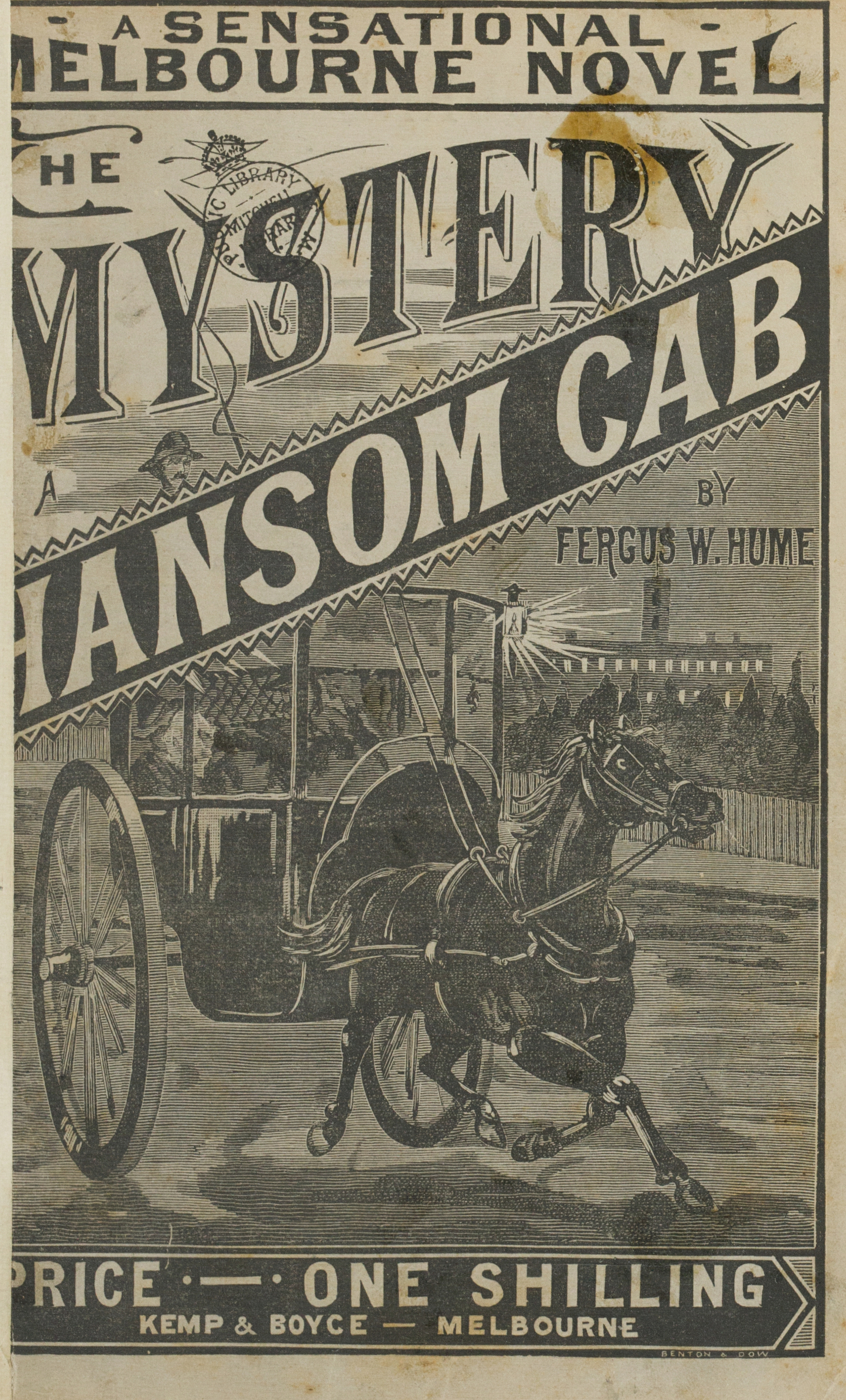
『二輪馬車の秘密』のカバー

密室殺人テーマの発展はこの分野の歴史上の重要な出来事だった。アーサー・コナン・ドイルのシャーロック・ホームズシリーズはこの分野の人気の拡大に大きな影響があった。先駆けとされるのは、ポール・フェヴァルの「黒服」シリーズ(1862-67年)で、スコットランドヤードの捜査と陰謀を描いている。犯罪小説の19世紀におけるベストセラーは、ファーガス・ヒュームのメルボルンを舞台にした『二輪馬車の秘密』だった。
19世紀後半のイギリスとアメリカの出版メディアの発展は、大衆的な犯罪小説と関連分野に影響した。『ストランド・マガジン』、『McClure's』、『Harper's Magazine』などの多様な文学雑誌が、大衆的な小説のための中心的な役割を果たし、読み捨て用の安っぽい、イラスト付きの、大量生産メディアとして出版された。ウィルキー・コリンズやチャールズ・ディケンズといった重要な作家と同様に、ドイルのシャーロック・ホームズも、月刊『ストランド・マガジン』に連載された。このシリーズは大西洋の両岸をあっという間に席巻し、ドイルが作中でホームズを死なせた時には抗議が殺到し、ドイルが彼を復活させることに同意した時には多数の出版の申し出があった。
イタリアでは、イギリスとアメリカの作品の翻訳や独自の作品が、「Libri gialli」、あるいは「イエロー・ブック」といった名称で出版された。これらは第二次世界大戦時にファシスト党により禁止されたが、戦後になるとアメリカのハードボイルドの影響もあって爆発的な人気となった。イタリアの主流文学作家たち-レオナルド・シャーシャ、ウンベルト・エーコ、カルロ・エミリオ・ガッダなど-は、推理小説のフォーマットを用いて、アンチ推理小説やポストモダン小説を作り、それらでは推理は不完全で、事件は解決されず、手がかりは読者が解読するために放り出されてしまう。
中国では1890年代に外国の作品を翻訳が始まった。 1910年代に、程小青は上海を舞台にしたシャーロック・ホームズ的な探偵小説を執筆した。

## 分野
- 推理小説 : コージー・ミステリ、フーダニット、密室殺人などのサブジャンルがある。
- 歴史ミステリ : 歴史小説の一分野でもある。史実上の出来事において物語や事件が設定される。
- アメリカン・ハードボイルド派 : 性や暴力について感傷的でない描写を行う。探偵小説の知性志向とは異なる、パルプ・マガジン『ブラック・マスク』誌に掲載されたダシール・ハメット『血の収穫』(1929年)のように、実在感のある犯罪と、カタルシスのない解決によるリアリズムを求めた作品が生まれた。[13]
- 警察小説 : 警察による捜査のストーリー。主人公はヒーロー探偵よりも警察機構自体であり、トマス・ウォルシュ『マンハッタンの悪夢』(1950年)など1950年代から多く現れ、エド・マクベイン「87分署シリーズ」では日常的な犯罪とその背景にある現実が描き出されている。[13]
- 法医学犯罪小説 : 警察における監察医や病理学者の視点で語られ、事件の現場や死体に残された証拠が重要な要素となる。パトリシア・コーンウェルによってジャンルとして確立した。
- 法廷ドラマ : 弁護士が主な登場人物で、事件の解決に関わる。E・S・ガードナーの、弁護士「ペリー・メイスン」シリーズ(1933年-)では、現実のアメリカの法廷で扱われるような犯罪を日常的に処理し続けるストーリーで、読者の親近感を得た。[13]
- スパイ小説 : 情報機関で働く諜報員が主な登場人物。G・K・チェスタトンによる無政府主義者の秘密結社に入り込んだ主人公の冒険物語『木曜の男』(1908年)が先駆的作品で、その後エドワード・オッペンハイムやウィリアム・ル・キューらのスパイ活劇が人気を博し、イアン・フレミング『カジノ・ロワイヤル』(1953年)で登場したジェームズ・ボンドのシリーズは圧倒的な人気を得た。[13]
- ケイパー・ストーリー : 犯罪者の視点で語られる犯罪小説。ドイルの長編『緋色の研究』『恐怖の谷』などは、犯人と被害者の事件に至るまでの宿命的な関係を描いており、フランシス・アイルズ『殺意』(1931年)は犯人が殺人を犯すまでの工作と心理を徹底的に描き、犯罪心理小説の傑作とされる。[13]
- サイコロジカルスリラー（サイコロジカルサスペンス） : 人間の心理面での衝突を解決するストーリー。
- 犯罪スリラー : 犯罪に巻き込まれた被害者、犠牲者を中心に描かれる。

### 偽名の作者
犯罪小説においては、本名で作品を出版することを躊躇する作者もいる。1930-40年代に英国郡裁判所裁判官アーサー・アレキサンダー・ゴードン・クラークが、Cyril Hareというペンネームで、法律や制度の知識を活かした作品を出版していた。作家のジュリアン・バーンズは、無名時代にダン・カヴァナというペンネームで犯罪小説を執筆した。推理作家ルース・レンデルはバーバラ・ヴァイン名義での執筆もしている。ジョン・ディクスン・カーはカーター・ディクスンのペンネームでも多くの作品を執筆し、エヴァン・ハンターはエド・マクベイン名義で犯罪小説を執筆した。

## 出版状況

### 古典とベストセラー
この分野で古典と呼ばれるような出版状況にある作家は多くない。知られている例としてはアガサ・クリスティがおり、1920年から没年の1976年までの作品が、イギリスとアメリカが全ての英語圏で入手可能になっている。特に探偵エルキュール・ポアロやミス・マープルなどの作品により「ミステリの女王(Queen of Crime)」と呼ばれ、このジャンルの最も革新的で重要な作家とされている。『そして誰もいなくなった』(1939年)は世界で最も売れた推理小説でもある。

### リバイバル
出版社は過去の人気作品を再刊することがあり、ペンギン・ブックスはパン・ブックスは1999年に「Pan Classic Crime」というシリーズの刊行を開始し、エリック・アンブラーやヒラリー・ウォーの作品が含まれた。
キャノンゲート・ブックスは2000年に「Canongate Crime Classics」シリーズとして、記憶喪失と精神異常についてのフーダニットと暗黒小説などを刊行した。大英図書館では2012年から「British Library Crime Classics series」コレクションをWebサイトで公開している。
作品の映画化により見直されることもある。パトリシア・ハイスミス『太陽がいっぱい』(1955年)、アイラ・レヴィン『硝子の塔』(1991年)、ブレット・イーストン・エリス『アメリカン・サイコ』(1991年)などがその例で、出版社は映画のスチル写真をカバーに載せて出版する。ブルームズベリー出版社は映画の原案となった作品を「Bloomsbury Film Classics」シリーズを刊行し、アルフレッド・ヒッチコック監督の映画『バルカン超特急』の原作であるエセル・リナ・ホワイト『The Wheel Spins』(1936年)や、アイラ・レヴィンの1978年に映画化された『ブラジルから来た少年』(1976年)が含まれている。

## 注
1. ↑  Abrams, M.H. (2015). A Glossary of Literary Terms. Cengage Learning. pp. 69. ISBN 9788131526354
2. 1 2  Newland, Courttia; Hershman, Tania (2015). Writing Short Stories: A Writers' and Artists' Companion. Bloomsbury Publishing. p. 17. ISBN 9781474257305
3. ↑  Pinault, David (1992), Story-Telling Techniques in the Arabian Nights, Brill Publishers, pp. 86–91, ISBN 90-04-09530-6
4. ↑  Marzolph, Ulrich (2006), The Arabian Nights Reader, Wayne State University Press, pp. 239–246 (240–242), ISBN 0-8143-3259-5
5. 1 2  Pinault, David (1992), Story-Telling Techniques in the Arabian Nights, Brill Publishers, pp. 86–97 (93, 95, 97), ISBN 90-04-09530-6
6. ↑  Gerhardi, Mia I. (1963). The Art of Story-Telling. Brill Archive. pp. 169–170
7. ↑  Binyon, T.J (1990). Murder Will Out: The Detective in Fiction. Oxford: Faber Finds. ISBN 0-19-282730-8
8. ↑  Bailey, Frankie Y. (Jul 2017). “Crime Fiction” (英語). The Oxford Research Encyclopedia of Criminology & Criminal Justice. doi:10.1093/acrefore/9780190264079.013.29. ISBN 978-0-19-026407-9.
9. ↑  長谷部史親『欧米推理小説翻訳史』双葉文庫 2007年
10. ↑  Demko, George J. “The International Diffusion and Adaptation of the Crime Fiction Genre”. www.dartmouth.edu. 2018年3月21日閲覧。
11. ↑  Hung, Eva (1998). Giving Texts a Context: Chinese Translations of Classical English Detective Stories, 1896-1916. Amsterdam ; Philadelphia: David Pollard, ed.,Translation and Creation. pp. 151–176. ISBN 9027216282
12. ↑  Cheng, Xiaoqing (2007). Sherlock in Shanghai: Stories of Crime and Detection. Honolulu: University of Hawai'i Press. ISBN 9780824830991
13. 1 2 3 4 5  荒俣宏、石上三登志、小隅黎、谷口高夫『大衆小説の世界-幻想怪奇・探偵・SF』九藝出版、1978年（石上三登志「探偵小説篇」）
14. ↑  Davies, Helen (2007年9月14日). “21 Best-Selling Books of All Time”.   Editors of Publications International, Ltd.. 2009年3月25日閲覧。